# Per Fjellström

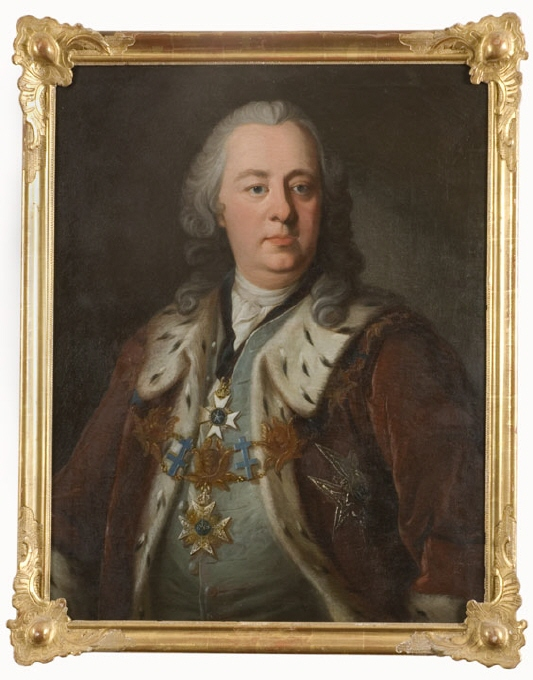
En kopia av målningen med Carl Ehrenpreus utförd av Per Fjellström.

Per Ericsson Fjellström, född 2 augusti 1719 i Stockholm, död där 24 mars 1790, var en svensk porträttmålare.
Han var son till kronobefallningsmannen på Gotland Eric Fjellström och Catharina Herråker och från 1764 gift med Catharina Charlotta von Brobergen.
Fjellström var senast från 1740 elev hos Olof Arenius. År 1759 befann han sig i Paris för studier för Alexander Roslin men återvände därefter till Stockholm som elev till Arenius. Hans äldsta kända porträtt är daterat 1743 och Fjellström var verksam åtminstone in på 1770-talet. 1773-1775 var han kamrerare vid Kungliga Operans klädesmagasin. Bland hans elever märks Nils Schillmark.
Han var under en period verksam i Österbotten och utförde där för Gamlakarleby kyrka ett porträtt av prosten Anders Chydenius 1766 och för Pyhäjoki kyrka porträttet av prosten Nils Mathesius och hans maka. Bland porträtten utförda i Sverige märks ett av Carl Hårleman. Fjellström är representerad vid Statens porträttsamling på Gripsholm med egna oríginalporträtt och kopior av andra målares porträtt.